# Kouzlo derby
Kouzlo derby je česká filmová komedie režiséra Petra Kolečka z roku 2025.

## Příběh
Snímek vypráví několik propletených příběhů ze současné Prahy, které propojují lidské vztahy a fotbal. Scénář napsal Petr Kolečko společně s Vladimírem Skórkou. Část filmu se odehrává v průběhu slavného derby Sparty a Slavie. Film je přirovnáván svou strukturou ke snímku Láska nebeská, tématem odkazuje ke známému seriálu tvůrců Okresní přebor.

## Obsazení
| Jiří Langmajer     | rozhodčí Josef Kraus                        |
| Robert Nebřenský   | rozhodčí Dušan Šulc                         |
| Michal Dlouhý      | komentátor Pavel Deák                       |
| Michal Isteník     | komentátor a bývalý fotbalista Milan Doubek |
| Petra Nesvačilová  | profesorka bohemistiky Markéta              |
| Jiří Vyorálek      | vedoucí katedry Luboš                       |
| Lukáš Duy Anh Tran | fotbalista Sparty Tien Tran                 |
| Petr Panzenberger  | fanoušek                                    |
| Martin Finger      | fanoušek Rákos                              |
| Ema Businská       | Rákosova dcera Andula                       |
| Petr Uhlík         | Filip, partner Rákosovy dcery               |
| Petra Bučková      | lékařka, bývalá Rákosova manželka           |
| Ondřej Bauer       | fanoušek                                    |
| Ondřej Sokol       | zpěvák Štěpán John                          |
| Jiří Lábus         | fanoušek František Mojžíš                   |
| Jitka Čvančarová   | radní Kunešová                              |
| Juraj Loj          | architekt                                   |

## Uvedení
Film měl v kinech premiéru 17. července 2025.